# Каргалинський сільський округ (Шиєлійський район)
Каргали́нський сільський округ (каз. Қарғалы ауылдық округі, рос. Каргалинский сельский округ) — адміністративна одиниця у складі Шиєлійського району Кизилординської області Казахстану. Адміністративний центр та єдиний населений пункт — село Буланбайбауи.
Населення — 1235 осіб (2021; 1342 у 2009, 1309 у 1999, 1455 у 1989).
Станом на 1989 рік існувала Каргалинська сільська рада (село Каргали).